# العلاقات الأرجنتينية الكندية
العلاقات الأرجنتينية الكندية هي العلاقات الثنائية التي تجمع بين الأرجنتين وكندا.

## مقارنة بين البلدين
هذه مقارنة عامة ومرجعية للدولتين:
| وجه المقارنة                                              | الأرجنتين                                               | كندا                     |
| --------------------------------------------------------- | ------------------------------------------------------- | ------------------------ |
| المساحة (كم2)                                             | 2.78 مليون                                              | 9.98 مليون               |
| عدد السكان (نسمة)                                         | 44.27 مليون                                             | 35.70 مليون              |
| الكثافة السكانية (ن./كم²)                                 | 15.92                                                   | 3.58                     |
| العاصمة                                                   | بوينس آيرس                                              | أوتاوا                   |
| اللغة الرسمية                                             | اللغة الإسبانية                                         | لغة إنجليزية، لغة فرنسية |
| العملة                                                    | البيزو الأرجنتيني 1983 ‏، بيزو أرجنتيني، أسترال أرجنتيني | دولار كندي               |
| الناتج المحلي الإجمالي (بليون دولار)                      | 637.59 مليار                                            | 1.65 تريليون             |
| الناتج المحلي الإجمالي (تعادل القوة الشرائية) بليون دولار | 883.02 مليار                                            | 1.59 تريليون             |
| الناتج المحلي الإجمالي الاسمي للفرد دولار أمريكي          | 13.43 ألف                                               | 43.25 ألف                |
| الناتج المحلي الإجمالي للفرد دولار أمريكي                 |                                                         | 45.07 ألف                |
| مؤشر التنمية البشرية                                      | 0.827                                                   | 0.913                    |
| رمز المكالمات الدولي                                      | +54                                                     | +1                       |
| رمز الإنترنت                                              | .ar                                                     | .ca                      |
| المنطقة الزمنية                                           | 00                                                      |                          |

## مدن متوأمة
في ما يلي قائمة باتفاقيات التوأمة بين مدن أرجنتينية وكندية:
- ترتبط بوينس آيرس مع أوتاوا باتفاقية توأمة منذ 19 مايو 1994.

## منظمات دولية مشتركة
يشترك البلدان في عضوية مجموعة من المنظمات الدولية، منها:
| علم المنظمة | اسم المنظمة                               | تاريخ انضمام الأرجنتين | تاريخ انضمام كندا |
| ----------- | ----------------------------------------- | ---------------------- | ----------------- |
|             | البنك الإفريقي للتنمية                    | ?                      | ?                 |
|             | المنظمة الهيدروغرافية الدولية             | ?                      | ?                 |
|             | مجموعة العشرين                            | ?                      | ?                 |
|             | منظمة الشرطة الجنائية الدولية             | ?                      | ?                 |
|             | الاتحاد البريدي العالمي                   | ?                      | ?                 |
|             | منظمة التجارة العالمية                    | ?                      | ?                 |
|             | الفريق المعني برصد الأرض                  | ?                      | ?                 |
|             | مجموعة الموردين النوويين                  | ?                      | ?                 |
|             | مؤسسة التنمية الدولية                     | 3 أغسطس 1962           | 24 سبتمبر 1960    |
|             | مؤسسة التمويل الدولية                     | 13 أكتوبر 1959         | 20 يوليو 1956     |
|             | منظمة حظر الأسلحة الكيميائية              | ?                      | ?                 |
|             | الأمم المتحدة                             | 24 أكتوبر 1945         | 9 نوفمبر 1945     |
|             | الاتحاد الدولي للاتصالات                  | 1889                   | 1 يوليو 1908      |
|             | البنك الدولي للإنشاء والتعمير             | 20 سبتمبر 1956         | 27 ديسمبر 1945    |
|             | مجموعة أستراليا                           | 1993                   | 1985              |
|             | المركز الدولي لتسوية المنازعات الاستشارية | 18 نوفمبر 1994         | 1 ديسمبر 2013     |
|             | وكالة ضمان الاستثمار متعدد الأطراف        | 11 فبراير 1992         | 12 أبريل 1988     |
|             | نظام تحكم تكنولوجيا القذائف               | 1993                   | 1987              |
|             | يونسكو                                    | 15 سبتمبر 1948         | 4 نوفمبر 1946     |

## وصلات خارجية
- موقع وزارة الخارجية الأرجنتينية
- موقع وزارة الخارجية الكندية